# Mount Pitman
Mount Pitman är ett berg i Antarktis. Det ligger i Västantarktis. Argentina, Chile och Storbritannien gör anspråk på området. Toppen på Mount Pitman är 1 830 meter över havet.
Terrängen runt Mount Pitman är kuperad åt sydväst, men åt nordost är den platt. Trakten är obefolkad. Det finns inga samhällen i närheten.